# Boletus caucasicus
Boletus caucasicus es una especie de hongo boleto en la familia Boletaceae. Fue inicialmente descrito como una variedad de Boletus luridus en 1947 por Rolf Singer, posteriormente en 1966 Singer lo catalogó como una especie independiente. El cambio de nombre en esta publicación posterior no era válido, por lo que Carlo Luciano Alessio publicó la nueva denominación válida en 1985.